# 中性子線

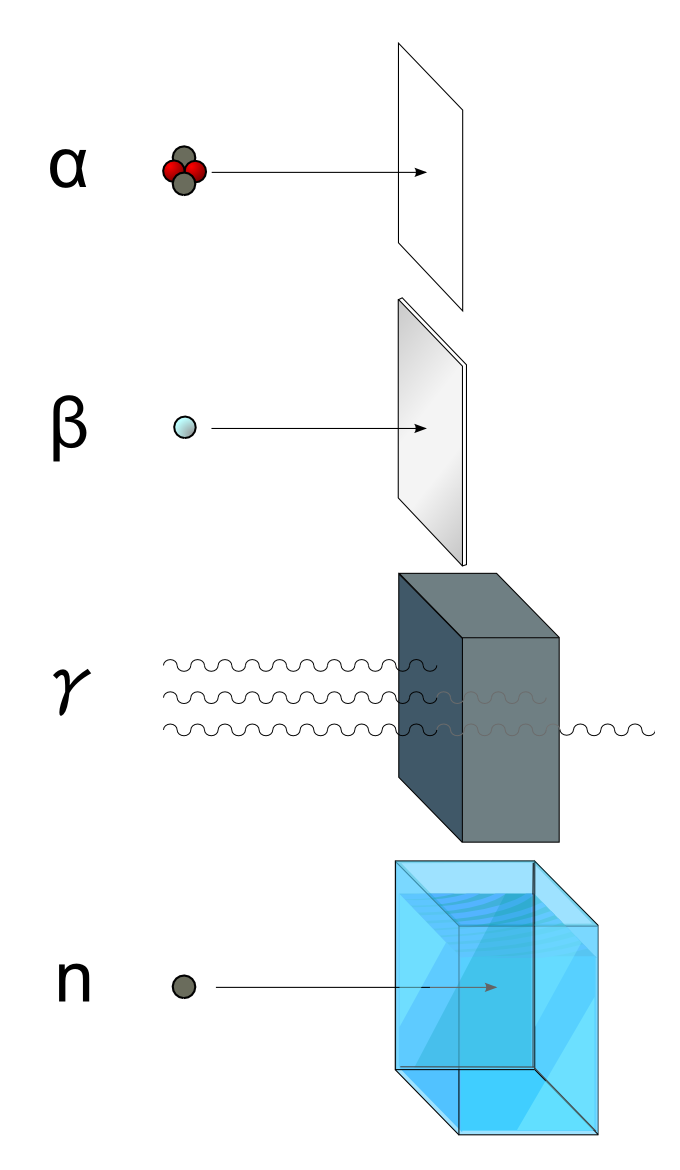
放射線の透過能力：中性子線は他の放射線に比べ挙動が著しく異なり、水やコンクリートなどの厚い壁に含まれる水素原子によってはじめて減速され遮蔽される。

原子核物理学における中性子線（ちゅうせいしせん、英: neutron beam）とは中性子の粒子線を言う。

## 概要
中性子線を物質に当てると、中性子は物質内の原子の原子核と衝突を繰り返すうちにエネルギーを失って行く。やがて周りの原子（分子）の熱運動と熱平衡状態に達し、その熱運動と同程度のエネルギー状態（kBT程度、kBはボルツマン定数、Tは絶対温度）となる。この状態になった中性子のことを、熱中性子と言う。常温 (300 K) での値はおよそ0.025 eVである。
中性子は電荷を持たないが、スピンを持つので、中性子線は、これを使った結晶構造解析、特に磁気構造の解析に有用である。
中性子線のエネルギーは中性子と同程度の質量を持つ物、すなわち出来るだけ軽い原子核との衝突で効率的に吸収される。よって中性子線を止めるためには水素原子を多量に含む水(巨大な水槽に沈める)やコンクリートなど厚い壁が必要である。重元素による遮蔽は有効ではない。

## 中性子との核反応
中性子線を物質に照射すると、中性子と物質中の原子核との様々な核反応が発生することになる。主に原子炉に関係するものとして、中性子による核反応は、吸収（absorption）と散乱（scattering）の二つに分けることができる。

### 吸収（absorption）
中性子が原子核に衝突するとき、中性子がその原子核に吸収されることがあるが、この核反応を吸収（absorption）と呼ぶ。吸収反応には、原子核が中性子を吸収したのちに、
1. 他の粒子またはガンマ線を放出する捕獲（capture）[注釈 3]と
2. 原子核自体が分裂する核分裂（fission）

の二つがある。

### 散乱（scattering）
中性子が原子核に衝突するとき、その系から、また中性子が放出されることがあるが、この核反応を散乱（scattering）と呼ぶ。散乱には、弾性散乱（elastic scattering）と非弾性散乱（inelastic scattering）の二つがある。